# Mackenbruch
Mackenbruch ist eine kleine Ortschaft im Ortsteil Helpup der Stadt Oerlinghausen im Kreis Lippe in Nordrhein-Westfalen. Bis März 1957 war Mackenbruch eine eigenständige Gemeinde im damaligen Kreis Lemgo.

## Geographie und Geschichte
Mackenbruch liegt am Nordrand des Teutoburger Waldes. Sein Siedlungskern erstreckt sich entlang der Mackenbrucher Straße sowie der Bergstraße. Seit der Mitte des 19. Jahrhunderts bestand die Gemeinde Mackenbruch im lippischen Verwaltungsamt Schötmar, die aus der gleichnamigen Bauerschaft hervorgegangen war. Am 1. April 1957 wurde die Gemeinde Mackenbruch mit der Gemeinde Währentrup und einem Teil der Gemeinde Wellentrup zur neuen Gemeinde Helpup zusammengeschlossen. Helpup wiederum wurde am 1. Januar 1969 in die Stadt Oerlinghausen eingemeindet.

## Einwohnerentwicklung

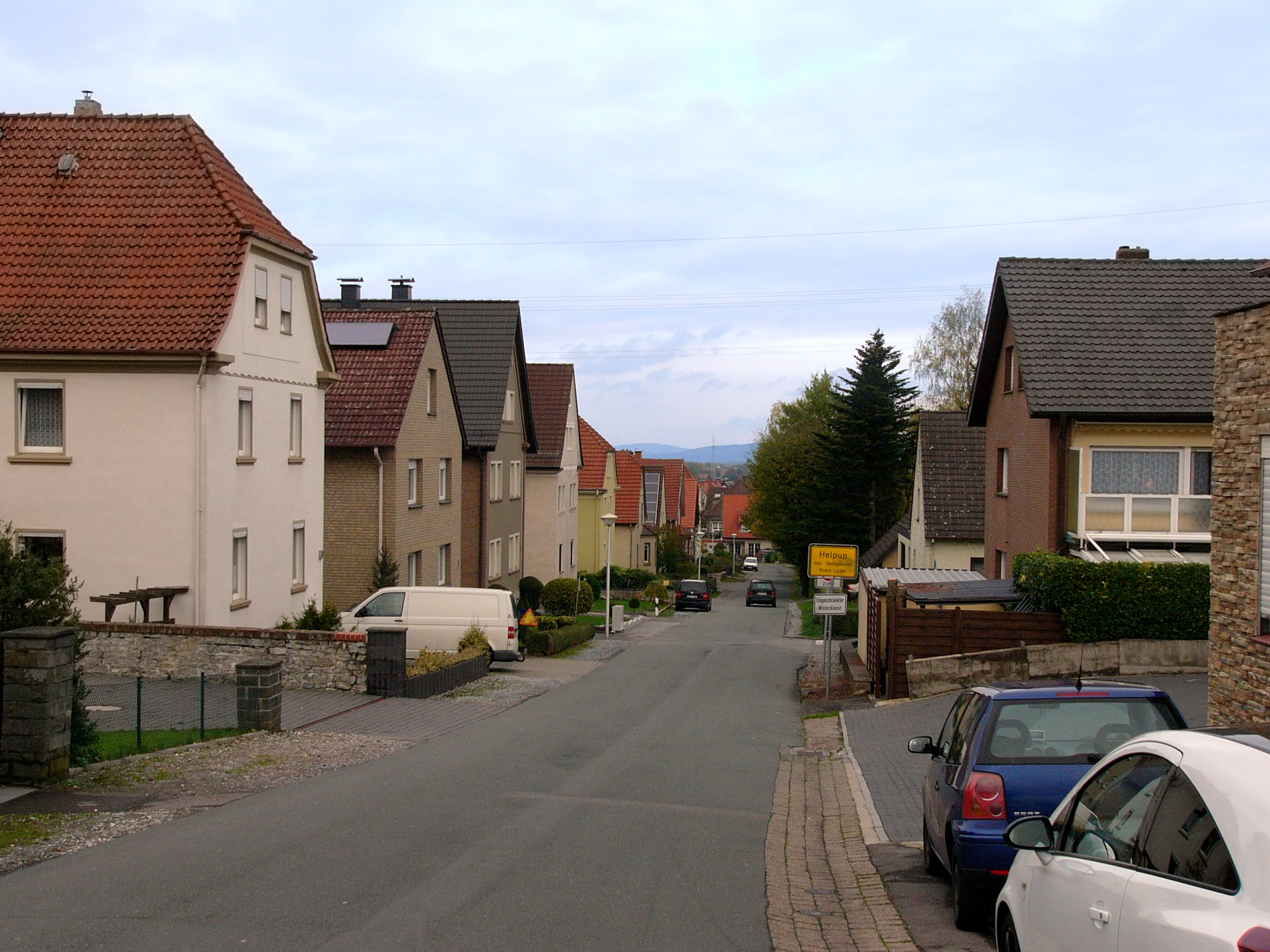
Die Bergstraße in Oerlinghausen-Mackenbruch

Volkszählungsergebnisse
| Jahr | Einwohner | Quelle |
| ---- | --------- | ------ |
| 1871 | 425       | [ 1 ]  |
| 1880 | 454       | [ 2 ]  |
| 1895 | 472       | [ 3 ]  |
| 1910 | 451       | [ 4 ]  |
| 1925 | 536       | [ 5 ]  |

| Jahr | Einwohner | Quelle |
| ---- | --------- | ------ |
| 1933 | 636       | [ 6 ]  |
| 1939 | 563       | [ 7 ]  |
| 1946 | 698       | [ 8 ]  |
| 1950 | 804       | [ 9 ]  |
| 1956 | 941       | [ 10 ] |